# Patrick Stea
Patrick Stea (în engleză Patrick Star) este unul dintre personajele serialului SpongeBob Pantaloni Pătrați. Vocea personajului este interpretată de Bill Fagerbakke.
1. ↑  SpongeBob SquarePants Annual 2014. Egmont Books Ltd. 2013. ISBN 978-1405267625.